# Distrikt Rinteln (Departement der Leine)

Der Distrikt Rinteln im Departement der Leine und seine Lage im Königreich Westphalen

Der Distrikt Rinteln war eine Verwaltungseinheit im Departement der Leine im Königreich Westphalen. Er wurde durch das Königliche Organisationsdekret vom 1. September 1810 gebildet.

## Territorium
Der Distrikt Rinteln hatte bis 1810 im Weserdepartement bestanden. Von diesem kamen die südlichsten Kantone Rinteln und Oldendorf zum neuen Distrikt Rinteln. Nach Osten wurde er durch das Hamelnsche Quart (Amt Springe, Lauenstein, Ohsen, Grohnde, Polle, Erzen), der Stadt Hameln, vielen Orten des Lauenauschen Quarts, der Grafschaft Spiegelberg und den Teilen des Fürstentums Calenberg, die zwischen den Distrikten Einbeck, Göttingen und Hildesheim lagen, gebildet. Im Jahr 1811 kamen die Kantone Hausberge und Windheim dazu, die im seit 1811 französischen Distrikt Minden gelegen hatten. Am 21. November 1812 kam noch der Kanton Oberkirchen aus dem Allerdepartement dazu. Begrenzt wurde der Distrikt durch das neue Departement der Aller im Norden, durch das Okerdepartement im Osten, durch die Distrikte Göttingen und Höxter im Süden, das Fürstentum Lippe im Süd- und das Departement der Oberems im Nordwesten.
Ab dem 1. Januar 1811 hieß der Distrikt wieder Rinteln.

## Organisation
Dem Distrikt stand ein Unterpräfekt vor. Der Unterpräfekt des Distrikts war der ehemalige preußische Landrat des Kreises Brakeln Moritz Maria Elmerhaus Freiherr von Haxthausen auf Gut Abbenburg mit dem Sekretär Schwarzenberger. Der Sitz seiner Unterpräfektur befand sich in Rinteln.
Der Distriktsrat von Rinteln im Leinedepartement ist nach 1811 nicht mehr in den Staatskalendern aufgezeichnet worden.
Friedensgerichte befanden sich in Rinteln, Oldendorf, Aerzen, Hameln, Bodenwerder, Börry, Hausberge, Hemmendorf, Münder und ab 1812 in Obernkirchen.

## Kantonaleinteilung ab 1810
Der Distrikt Rinteln war in elf Kantone gegliedert:
| Kanton       | Kantonmaire                                                                          | Einwohner | Fläche in mi² |
| ------------ | ------------------------------------------------------------------------------------ | --------- | ------------- |
| Aerzen       | von Münchhausen                                                                      | 8463      | 3,15          |
| Bodenwerder  | Keitel                                                                               | 9659      | 2,94          |
| Börry        | Keitel                                                                               | 6888      | 291           |
| Hameln       | von Münchhausen                                                                      | 5050      | 1,38          |
| Hemmendorf   | Hans Freiherr von Hammerstein-Equord oder Börries Friedrich Carl von Hammerstein (?) | 9210      | 4,87          |
| Münder       | von Hammerstein                                                                      | 8347      | 3,77          |
| Oldendorf    | Johann Heinrich Friedrich Conrad Ebeling (?)                                         | 6871      | 1,98          |
| Rinteln      | Alexander Philipp Casselmann                                                         | 7256      | 1,66          |
| ab 1811      |                                                                                      |           |               |
| Hausberge    | Gellern                                                                              | 6627      | 2,67          |
| Windheim     | Weißhuhn                                                                             | 7225      | 2,05          |
| ab 1812      |                                                                                      |           |               |
| Obernkirchen | Bradt                                                                                | 3586      | 1,15          |